# Carlos Maia Pinto
Carlos Henrique da Silva Maia Pinto ComC • ComA • GOA, mais conhecido por Carlos Maia Pinto ou apenas Maia Pinto (Porto, 5 de junho de 1866 – Foz do Douro, Porto, 2 de novembro de 1932), foi um oficial de Artilharia do Exército Português e político republicano do período da Primeira República Portuguesa que, entre outras funções de relevo, exerceu os cargos de deputado à Assembleia Nacional Constituinte de 1911, governador civil do Distrito de Viana do Castelo (1914), ministro das Colónias (1921) e presidente do Ministério (primeiro-ministro), acumulando com a pasta de ministro do Interior (1921).

## Biografia
Nasceu no Porto, filho de Henrique Pinto, juiz do Tribunal da Relação do Porto, e de Carolina Amélia da Silva Maia Pinto. Depois de ter frequentado os estudos secundário no Liceu do Porto, frequentou os estudos preparatórios na Escola Politécnica de Lisboa e ingressou na Escola do Exército em 1886, na qual se formou como oficial de Artilharia no ano de 1892.
Ainda aluno da Escola do Exército já se revelara defensor dos ideais republicanos, participando activamente nas iniciativas da Liga Patriótica do Norte e nas manifestações nacionais de repúdio À cedência portuguesa às exigências do ultimato britânico de Janeiro de 1890.
Já oficial no activo, colocado em unidades militares do Norte de Portugal, entre 1894 e 1897 tomou parte em diversas conjuras fracassadas contra o regime da Monarquia Constitucional Portuguesa que se tentaram organizar naquela região na sequência da Revolta de 31 de Janeiro de 1891. Paralelamente colaborou com diversos periódicos republicanos, com destaque para O Povo, de Viana do Castelo, onde publicou violentos artigos antimonárquicos assinados com as iniciais M. P., mas cuja autoria lhe era já publicamente atribuída. Paralelamente, desenvolveu uma importante acção de propaganda republicana no interior dos quartéis por onde andou, secundado por outros oficiais e por sargentos e praças que com ele alinhavam.
Criou no Regimento de Artilharia n.º 5 um núcleo republicano que após a implantação da República Portuguesa foi instrumental para suster, sob o comando de Carlos da Maia Pinto, uma das tentativas de contra-ofensiva monárquica a partir do Norte.
Nas eleições para a Assembleia Nacional Constituinte que se realizaram em 1911, Carlos Maia Pinto foi eleito deputado, tendo participado nos trabalhos que levaram à aprovação da Constituição Portuguesa de 1911.
Entre 21 de Março e 5 de Setembro de 1914 exerceu as funções de governador civil do Distrito de Viana do Castelo.
No posto de tenente-coronel foi integrado no Corpo Expedicionário Português enviado para França no decurso da Primeira Guerra Mundial, tendo aí comandado uma bataria integrada com forças inglesas e francesas.
Atingiu o posto de Coronel.
A 17 de Maio de 1919 foi feito Comendador da Ordem Militar de São Bento de Avis, a 28 de Junho de 1919 foi feito Comendador da Ordem Militar de Nosso Senhor Jesus Cristo.

	
Mantendo-se sempre na ala mais radical do movimento republicano, na sequência da "Noite Sangrenta" de 19 de Outubro de 1921, Maia Pinto, então com o posto de coronel, foi convidado para integrar o governo presidido pelo também coronel Manuel Maria Coelho, para a pasta de ministro das Colónias, mas não chegou a tomar posse. O governo então formado foi efémero, durando apenas 18 dias, tendo pedido a sua demissão a 3 de Novembro. Com a queda do executivo, coube a Maia Pinto assumir as funções de chefe do novo executivo que tomou posse a 5 de Novembro.

Carlos Maia Pinto

Novamente a instabilidade política, e em particular as repercussões do assassinado de Machado Santos, António Granjo e outros republicanos ocorrida na "Noite Sangrenta" e que retiravam qualquer resquício de legitimidade ao governo, provocou uma rápida erosão da sua base de apoio e Maia Pinto foi obrigado a demitir-se a 16 de Dezembro, apenas 40 dias depois de ter tomado posse.
A 5 de Outubro de 1922 foi elevado a Grande-Oficial da Ordem Militar de São Bento de Avis.
Já na situação de reserva e a viver no Porto, em 1925 foi detido por participar num comité de apoio à Revolta de 19 de Julho de 1925, uma tentativa de sublevação com o intento de derrubar o Parlamento e forçar novas eleições, liderada por José Mendes Cabeçadas e Jaime Baptista.
Casou com Maria Helena Monteiro Malheiro Dias Maia Pinto. Um dos filhos do casal, Manuel Malheiro Dias Maia Pinto, foi escritor, filósofo e pintor, que dirigiu o jornal Princípio, da Renascença Portuguesa (1930) em conjunto com Álvaro Ribeiro e Adolfo Casais Monteiro. Nele colaboraram, entre outros, Agostinho da Silva, José Régio e Delfim Santos.
Fez parte da Maçonaria, tendo sido Venerável da Loja Fraternidade, de Viana de Castelo.